# Anisacanthus quadrifidus
Anisacanthus quadrifidus är en akantusväxtart som först beskrevs av Vahl, och fick sitt nu gällande namn av Standley. Anisacanthus quadrifidus ingår i släktet Anisacanthus och familjen akantusväxter.

## Underarter
Arten delas in i följande underarter:
- A. q. brevilobus
- A. q. potosinus
- A. q. wrightii

## Bildgalleri

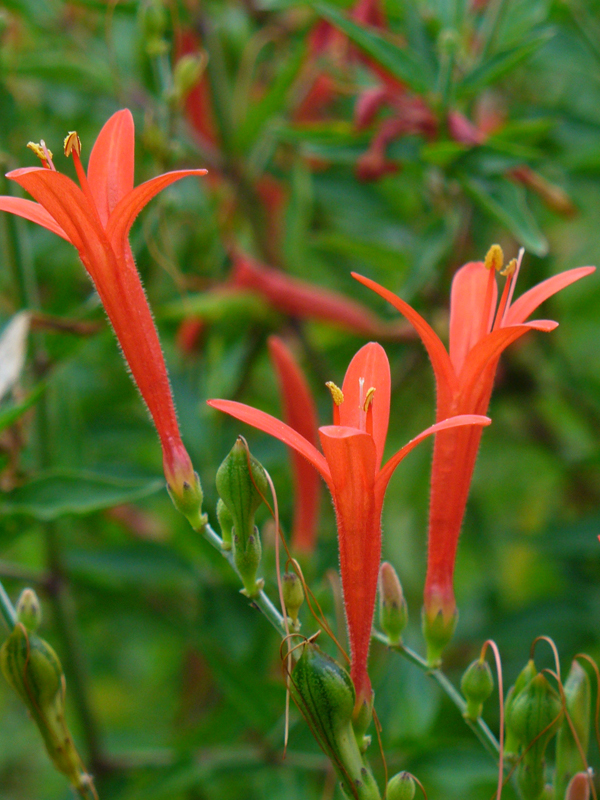